# Stanislovas Narutavičius
Stanislovas Narutavičius, polsky Stanisław Narutowicz, (2. září 1862 Brėvikiai, okres Telšiai, Ruské impérium – 31. prosince 1932, Kaunas, Litva) byl litevský právník a politik, nejstarší bratr prvního polského prezidenta Gabriela Narutowicze (který však v této funkci setrval jen několik dní - byl zastřelen).

## Životopis
Otec Jan byl místní soudce. Účastnil se Lednového povstání v roce 1863, po jeho porážce byl odsouzen na rok vězení. Stanislovas Narutavičius studoval na gymnáziu v Liepāji, později odešel na Petrohradskou univerzitu studovat práva. Byl členem tajné studentské organizace "Gmina". V roce 1890 začal publikovat týdeník "Tygodnik Powszechny". V té době se oženil s Joannou Billeviczovou (1868 - 1948), což byla shodou okolností sestřenice Józefa Piłsudského a sestra generála Leona Billewicze. Měli spolu syna Kazimierze.
V roce 1905 se účastnil Velkého Vilniuského sejmu. Stal se dokonce kandidátem do Dumy. V září 1917 byl členem organizačního výboru konference ve Vilniusu, na níž byl zvolen do Litevské rady (Lietuvos Taryba). Spolu s ostatními členy rady podepsal dne 16. února 1918 "zákon o nezávislosti Litvy." Později z rady odešel, protože se podle něj příliš orientovala na Německo. 31. prosince 1932 spáchal sebevraždu – zastřelil se.